# Светлана Шитова
Светлана Николаевна Шитова (на руски: Светлана Николаевна Шитова) е руска етнографка, кандидат на историческите науки (1968). Заслужил работник на културата на република Башкирия.

## Биография
Родена е на 12 февруари 1936 г. в Сталинград, днес Волгоград, СССР. През 1958 г. завършва историческия факултет на Московския държавен университет. От 1958 г. работи в Института по история, език и литература, който към Башкирски филиал на Академията на науките на СССР. През 1968 г. защитава кандидатска дисертация по история на башкирския народен костюм в Московския държавен университет. От 1969 г. е старши научен сътрудник към Института по история, език и литература.
През 2006 г. по случай 70-ия юбилей на Светлана Шотова в Уфа се провежда Всеруска научно-практическа конференция на тема „Проблема за етногенезата и етническата история на башкирския народ“

## Научна дейност
От 1959 г. участва и ръководи 30 етнографски експедиции за изследване на бита и културата на башкирския народ. Едновременно с това изучава и други народи в Башкирия. Експедицията на Института по етнография на АН на СССР работи в Узбекистан и Таджикистан, изучава племената на ненците и селкупите в Ямало-Ненецки национален окръг.
Основните направления на научна дейност на Шитова са изследване на материалната култура и декоративните изкуства на башкирския народ от древни времена до днес. Изучава националните облекла, традиционни места за живеене и жилища, декоративни изкуства и прибори на башкирския народ..
Разработения от Шитова метод за класификация и типологически характеристики на различни страни на материалната култура на башкирите се използва също и при етнографското изучаване на други народи.

### Научни трудове
Пълен списък вж. тук Архив на оригинала от 2016-03-04 в Wayback Machine.
- Башкиры. Историко-этнографический очерк. Уфа, 1963 (соавт.)
- Башкиры // Народы Европейской части СССР. Ч. 2. (Сер. „Народы мира“). М., 1964. С. 682—741 (в соавт. с Р. Г. Кузеевым)
- Декоративное творчество башкирского народа, Уфа, 1979 (соавт.)
- Традиционные поселения и жилища башкир. М.: Наука, 1984;
- Башкирская народная одежда. Уфа, 1995.
- История Башкортостана с древнейших времен до 60-х годов XIX в. Уфа, 1996 (соавт.)
- Резьба и роспись по дереву у башкир. Уфа: Китап, 2001.
- Башкиры: Этническая история, традиционная культура. Уфа: Башкирская энциклопедия, 2002 (соавт.)
- Курганские башкиры. Уфа: Гилем, 2002. (соавт.)
- История архитектурного декора в башкирских аулах. Уфа: Гилем, 2004.
- Народное искусство: войлоки, ковры, ткани у южных башкир (этнографические очерки). Уфа: Китап, 2006.